# Нови Перамос
Нова Перамос (грч. Νέα Πέραμος, Неа Перамос) је приморско насељено место у  општини Кушница у периферији Источна Македонија и Тракија, Грчка. Према попису из 2021. године било је 3.502 становника.
Нови Перамос је раније био насеље Кале Чифлик у власништву турског бега, које је служило као пристаниште. На попису из 1913. било је 153 житеља, који су били насељене грчке избеглице. После Грчко-турског рата било је насељено још избегличких породица, те је Нови Перамос на попису из 1928. године имао 971 становника.